# Temporada 1943-1944 del RCD Espanyol
Dades de la Temporada 1943-1944 del RCD Espanyol.

## Fets Destacats
- L'any 1943 es crea la secció de beisbol del club[5]
- 12 de setembre de 1943: Partit d'homenatge a Pere Solé: Espanyol 4 - CE Castelló 2[6]
- 17 d'octubre de 1943: Lliga: Real Oviedo 6 - Espanyol 1
- 24 d'octubre de 1943: Lliga: Espanyol 5 - CE Sabadell 1
- 14 de novembre de 1943: Lliga: Espanyol 4 - Athletic Club 0
- 16 de gener de 1944: Lliga: Reial Societat 6 - Espanyol 1
- 12 de març de 1944: Lliga: FC Barcelona 1 - Espanyol 3
- 19 de març de 1944: Lliga: Espanyol 7 - Deportivo de La Coruña 0
- 16 d'abril de 1944: Partit de promoció de Lliga: Espanyol 7 - CE Alcoià 1, al Camp de Les Corts

## Resultats i Classificació
- Lliga d'Espanya: Onzena posició amb 23 punts (26 partits, 9 victòries, 5 empats, 12 derrotes, 42 gols a favor i 50 en contra).
- Copa d'Espanya: Quarts de final. Eliminà el Club Gimnàstic i la Reial Societat però fou eliminat pel Real Múrcia a quarts de final.

## Plantilla
| P   | Jugador                | Lliga | Lliga | Copa d'Espanya | Copa d'Espanya | Promoció | Promoció |
| P   | Jugador                | PJ    | G     | PJ             | G              | PJ       | G        |
| --- | ---------------------- | ----- | ----- | -------------- | -------------- | -------- | -------- |
| POR | Albert Martorell       | 17    | -26   | 6              | -10            | 1        | -1       |
| POR | Josep Trias            | 9     | -24   | 1              | -2             | -        | -        |
| DEF | Josep Mariscal         | 25    | -     | 7              | -              | 1        | -        |
| DEF | Antoni Fàbregas        | 25    | 1     | -              | -              | -        | -        |
| DEF | Ricard Teruel          | 15    | -     | 1              | 1              | 1        | 1        |
| DEF | Josep Maria Pérez      | 10    | -     | 6              | -              | -        | -        |
| DEF | Abraham Carnicero      | 4     | -     | -              | -              | -        | -        |
| DEF | Josep Casas            | -     | -     | -              | -              | -        | -        |
| MIG | Isidre Rovira          | 17    | 1     | 6              | 1              | 1        | -        |
| MIG | Fèlix Llimós           | 14    | -     | 2              | -              | -        | -        |
| MIG | Josep Cardús           | 13    | -     | 4              | -              | 1        | -        |
| MIG | Santiago Schild        | 8     | 1     | 7              | -              | 1        | -        |
| MIG | Diego                  | 5     | -     | 5              | -              | 1        | -        |
| MIG | Francesc Ferrer        | 4     | -     | -              | -              | -        | -        |
| MIG | Mariano Veloy          | 2     | -     | 4              | 1              | -        | -        |
| MIG | Javier Iraburu         | 1     | -     | -              | -              | -        | -        |
| DAV | Gabriel Jorge          | 25    | 9     | 7              | 3              | 1        | 3        |
| DAV | Josep Juncosa          | 18    | 12    | 6              | -              | 1        | -        |
| DAV | Eduard Olivas          | 16    | 3     | -              | -              | -        | -        |
| DAV | Josep Espada           | 14    | 3     | 4              | 2              | -        | -        |
| DAV | Enric Agustí           | 10    | 2     | -              | -              | -        | -        |
| DAV | José Viela             | 8     | 1     | 7              | 3              | 1        | 1        |
| DAV | Vicent Martínez Català | 7     | 2     | -              | -              | -        | -        |
| DAV | Joan Vidal             | 7     | 5     | -              | -              | -        | -        |
| DAV | Fancisco Mendoza       | 4     | -     | 2              | -              | 1        | 1        |
| DAV | Meri                   | 3     | -     | -              | -              | -        | -        |
| DAV | José Luis Laucirica    | 3     | -     | -              | -              | -        | -        |
| DAV | Ramon Masagué          | 1     | -     | 2              | -              | -        | -        |
| DAV | Salustiano             | 1     | -     | -              | -              | -        | -        |